# Emigración y deserción del Bloque del Este

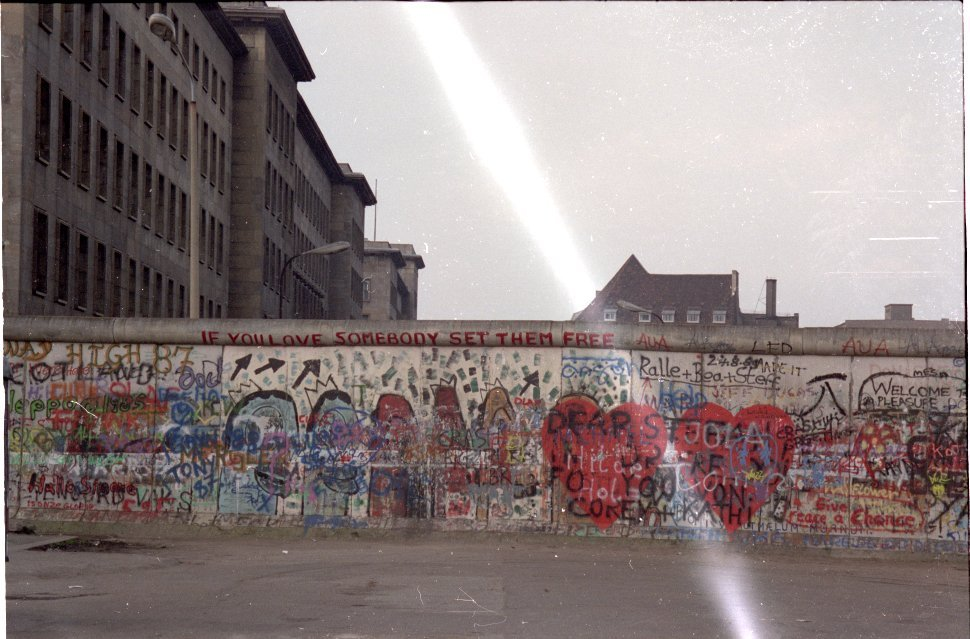
Muro de Berlín visto desde el lado Oeste.

La emigración y deserción del bloque del Este fue un elemento de controversia durante la Guerra Fría respecto a las restricciones impuestas por los gobiernos o dictaduras de países aliados de la URSS en el este europeo para el libre tránsito de sus ciudadanos al extranjero. Después de la Segunda Guerra Mundial, muchas restricciones a la emigración fueron impuestas por los países del bloque del Este, que consistía en la Unión Soviética y sus estados satélites de Europa Central y Europa Oriental. 
Después de 1945, la Conferencia de Yalta admitió que Europa Oriental sería una "zona de influencia" de la totalitaria Unión Soviética, reconociendo que en tales regiones el Ejército Rojo se había tornado no solo en una fuerza militar sino política tras la derrota de la Alemania nazi en la Segunda Guerra Mundial. Los gobiernos de estos países (Polonia, Checoslovaquia, Hungría, Rumania y Bulgaria), pronto quedaron bajo una fuerte influencia soviética y cuadros de militantes comunistas nativos (algunos llegados de la URSS) empezaron a ocupar los principales puestos de poder político. 
Estos nuevos regímenes totalitarios admitieron un grado limitado de emigración legal, solo posible cuando tenía el fin de reunir a familias o permitir que los miembros de una minoría étnica regresaran a sus "países de origen", mientras que en casi todos los demás casos la emigración estaba prohibida, o se consideraba como delito el solo intento de salir del país sin permiso gubernamental. Los gobiernos comunistas de izquierda de Europa Oriental argumentaron que los límites estrictos a la emigración eran necesarios para evitar una fuga de cerebros a escala masiva. Los Estados Unidos y los gobiernos capitalistas argumentaron que en realidad esta política representaba una violación de los derechos humanos. A pesar de las restricciones, hubo notables deserciones hacia el Oeste.
Un ejemplo especialmente visible sucedió cuando tras su fundación en 1949 la Alemania Oriental reforzó su frontera con Alemania Occidental, aunque la frontera entre el sector de la ciudad de Berlín (dividida en Berlín Este y Berlín Oeste) se convirtió en la práctica en un vacío legal a través del cual la deserción podría ocurrir con relativa facilidad, en tanto ambas zonas de la vieja capital alemana se hallaban interconectadas por trenes y tranvías, mientras que las actividades económicas se desarrollaban sin atender a la separación interna de la ciudad. La frontera se cerró finalmente de forma "hermética" en 1961 con la construcción del Muro de Berlín, y a partir de entonces, la emigración desde el Bloque del Este evitó con efectividad las deserciones masivas hasta su caída en 1989.

## Antecedentes

### Creación del Bloque del Este

Bloque del Este

Los bolcheviques tomaron el poder en Rusia después de la Revolución Rusa de 1917. Durante la Guerra Civil Rusa que continuaba, coincidiendo con que el Ejército Rojo entra en Minsk en 1919, fue declarada la República Socialista Soviética de Bielorrusia (RSS de Bielorrusia). Después de más conflictos, la República Socialista Soviética de Bielorrusia fue declarada en 1920. Con la derrota de Ucrania en la guerra polaco-ucraniano, después de la Paz de Riga, a raíz de la guerra polaco-soviética, el centro y el este de Ucrania fueron anexados a la Unión Soviética como la República Socialista Soviética de Ucrania (RSS de Ucrania). En 1922, la República Socialista Federativa Soviética de Rusia (RSFS de Rusia), la República Socialista Soviética de Ucrania, la República Socialista Soviética de Bielorrusia y la República Socialista Federativa Soviética de Transcaucasia se fusionaron oficialmente creando la Unión de Repúblicas Socialistas Soviéticas, o Unión Soviética (véase Tratado de Creación de la URSS).
Al final de la Segunda Guerra Mundial, todas las capitales de Europa central y oriental, incluyendo los Balcanes (con excepción de Tirana y Atenas) eran controladas por tropas la Unión Soviética. Durante las etapas finales de la guerra, la Unión Soviética comenzó la creación del Bloque del Este, mediante la anexión de varios países como Repúblicas Socialistas Soviéticas (RSS) que originalmente estaban efectivamente cedidas a la URSS por la Alemania nazi en el Pacto Mólotov-Ribbentrop.
Letonia se convirtió en la RSS de Letonia, Estonia se convirtió en la RSS de Estonia,  Lituania se convirtió en la RSS de Lituania. Parte del este de Finlandia se convirtió en la República Socialista Soviética Carelo-Finesa (incorporándose en la RSFS de Rusia en 1956), y el norte de Rumanía se convirtió en la República Socialista Soviética de Moldavia. En 1945, estos países sumaron otros anexos aproximadamente 180.000 millas cuadradas adicionales, o un poco más que el área de la Alemania Occidental, Alemania Oriental y Austria juntas.
Otros estados se convirtieron en satélites soviéticos, como la República Popular de Polonia, la República Popular de Hungría,  la República Socialista de Checoslovaquia, la República Popular de Rumanía, la República Popular de Albania, y más tarde la Alemania Oriental de la zona de ocupación soviética, la República Democrática de Alemania con la capital en Berlín. La República Federativa Socialista de Yugoslavia se consideraba también parte del Bloque, aunque no se sumó al Pacto de Varsovia.

### Las condiciones en el bloque del Este
A lo largo del Bloque del Este, tanto en la Unión Soviética como en el resto del bloque, la RSFS de Rusia tuvo un papel preeminente, refiriéndose a ella como naibólee vydaiúschaiasia nátsiya (la nación más prominente) y rukovodiáschiy narod (el pueblo dirigente).  Los soviéticos promovieron el respeto de las acciones rusas y características, así como la construcción de jerarquías comunistas soviéticas estructurales en los demás países del bloque del Este.
La característica definitoria del comunismo en el Bloque del Este fue la simbiosis única del Estado con la sociedad y la economía, lo que resulta en la política y la economía que pierden sus características distintivas como esferas autónomas y distinguibles. Al principio, Stalin dirigió sistemas opuestas a las de Occidente, características de las economías de mercado, la gobernanza democrática (llamada "democracia burguesa " en el lenguaje soviético) y el Estado de Derecho someter a intervención discrecional por parte del Estado.  Los soviéticos ordenaron una expropiación obligatoria y la nacionalización de las propiedades.
El estilo soviético "regímenes de réplica" que surgieron en el bloque soviético no solo se reproducen las economías dirigidas, sino que también adoptaron los métodos brutales empleados por Iósif Stalin y la policía secreta soviética, NKVD, para suprimir la oposición real y potencial.  Los regímenes comunistas del bloque oriental vieron incluso los grupos marginales de intelectuales de la oposición como una amenaza potencial a causa de las bases que subyacen al poder comunista en él mismo. La supresión de la disidencia y la oposición es un requisito previo fundamental para la seguridad del poder comunista en el bloque del Este, aunque el grado de oposición y supresión disidente variaban según el país y rl momento en todo el bloque. 
Además, los medios de comunicación en el Bloque del Este sirvieron como un órgano del Estado, completamente dependientes y subordinadas a los partidos gobernantes comunistas, con las organizaciones de radio y televisión, siendo propiedad del Estado, mientras que los medios impresos fueron poseídos generalmente por organizaciones políticas, en su mayoría por el gobernante Partido Comunista. Por otra parte, el Bloque del Este económico experimentado con el mal desarrollo de los planificadores centrales que resultan en estos países tras una extensa trayectoria de más que el desarrollo intensivo, y muy por detrás de sus homólogos de Europa occidental en los ingresos per cápita del producto interno bruto.

## Restricciones en emigración

### Restricciones de emigración en la URSS
Aunque el primer programa del movimiento bolchevique en Rusia incluía una demanda para la "supresión de los pasaportes",  apenas dos meses después de la Revolución Rusa de 1917, el nuevo régimen instituyó controles de pasaporte y le prohibió la salida de los nacionales beligerantes. El razonamiento era en parte debido a que la emigración se combina con la oposición al Estado socialista y también el temor de que gracias a la emigración se inflan los ejércitos de oposición. El 1918 con el Tratado de Brest-Litovsk, Rusia fue obligada a permitir la emigración de los no rusos que querían ciudadanía alemana. A partir de 1919, para viajar al extranjero se requiere la aprobación del NKVD, con el consentimiento adicional del Departamento Especial de la Cheka añadido en 1920. En 1922, después de que el Tratado de Creación de la URSS, tanto la RSS de Ucrania como la RSFS de Rusia emitió reglas generales para viajar embargadas para prácticamente todas las salidas, por lo que la emigración legal era casi imposible. Sin embargo, la Unión Soviética no podía controlar sus fronteras hasta que un sistema de guardias de fronteras fue creada a través de un especial Gosudárstvennoye Politícheskoye Upravlénie (GPU), de manera que para 1928, incluso la salida ilegal era casi imposible. 
En 1929, los controles aún más estrictos fueron introducidos, decretando que cualquier funcionario soviético sirviendo en el extranjero que se acercó "al campo de los enemigos de la clase obrera y los campesinos" y se negó a devolver sería ejecutado dentro de las veinticuatro horas de haber sido aprehendido. Cuando la Constitución Soviética de 1936 promulgó la emigración legal, prácticamente no tuvo lugar, a excepción de la reagrupación familiar muy limitada y algunos deportaciones forzadas. Números muy pequeños se colaron en Rumanía, Persia y Manchuria, pero el grueso de la población se mantuvo esencialmente cautivo. Moskóvskaya Pravda describió más tarde la decisión de emigrar como "antinatural y como enterrar a alguien vivo". Aquellos que desearan salir fueron vistos no solo como desertores, sino traidores.
La movilización de mano de obra en la Unión Soviética no era factible si la emigración sigue siendo una opción con el estándar relativo bajo nivel de vida que existía en ese momento.  El primer ministro soviético Nikita Jruschov más tarde declaró: "Teníamos miedo, mucho miedo. Teníamos miedo del deshielo que podría desatar una avalancha, que no sería capaz de controlar y que puede ahogarnos. ¿Cómo puede ahogarnos? Podría haber desbordado las orillas del cauce del río Soviético y formaron una ola gigante que hubiera borrado todos los barreras y muros de contención de nuestra sociedad ".

### Huidos y expulsados alemanes étnicos en el Bloque del Este
Al final de la Segunda Guerra Mundial, por lo menos doce millones de alemanes huyeron o fueron expulsados, sobre todo en y desde la Unión Soviética territorios ocupados por convertirse en el Bloque del Este , lo que es el movimiento más grande de todos los pueblos europeos en la historia moderna. Las expulsiones se habían acordado antes del final de la guerra por los aliados .Por lo menos dos millones de personas murieron debido a la fuga y expulsión, de 400.000 a 600.000 de los cuales por la fuerza física. Casi todos ellos se produjeron entre 1944 y 1948.  Las cifras totales incluyen un considerable éxodo de los alemanes de zonas cercanas a la línea del frente como el Ejército Rojo avanzaba hacia Alemania-asentados áreas. Muchos eran conscientes de las represalias contra civiles soviéticos alemanes, como soldados soviéticos cometer actos de violación y otros delitos . Noticias de estas atrocidades, como la controvertida matanza Nemmersdorf ,  también fueron, en parte, exagerado y difundida por la propaganda nazi de la máquina. Muchos de estos alemanes étnicos también huyeron hacia la futura Alemania del Este , en el bloque del Este.

### 1945 a 1950 la masa del Este hacia el Oeste, migración europea
Después de la ocupación soviética de Europa del Este a finales de la Segunda Guerra Mundial , la mayoría de las personas que viven en las zonas recién adquiridas aspiraban a la independencia y querían las tropas soviéticas para irse. Mientras que millones de alemanes étnicos huyeron o fueron expulsados de Europa del Este , cerca de cuatro millones de alemanes étnicos fueron impedidos de salir por el avance de las tropas soviéticas o deportados a zonas remotas de la Unión Soviética como parte de la política de Stalin hacia la población alemana.
Antes de 1950, más de 15 millones de inmigrantes emigraron desde Soviética ocupadas por países de Europa oriental hacia el oeste en los cinco años inmediatamente posteriores a la Segunda Guerra Mundial . Hasta la década de 1950, los límites entre zonas de ocupación alemanas podrían ser fácilmente cruzados. Tomando ventaja de esta ruta, el número de europeos del Este en solicitar asilo político en Alemania Occidental era 197.000 en 1950, 165.000 en 1951, 182.000 en 1952 y 331.000 en 1953, una de las razones para el fuerte aumento de 1953 fue el miedo de potencial adicional de las acciones cada vez más paranoicas de Iósif Stalin a finales de 1952 y principios de 1953.  226.000 habían huido en los primeros seis meses de 1953.
Debido a la falta de recursos y el espacio en el oeste de Alemania, a petición de Truman en 1952, Estados Unidos aumentó sus ingresos contingentes de re-asentamiento en el marco del Programa de Estados Unidos Escapee (USEP). Después de la revolución húngara de 1956 , 171.000 refugiados húngaros cruzaron la frontera con Austria, mientras que 20.000 entraron en Yugoslavia. 
En 1948, en el debate de la Declaración Universal de los Derechos Humanos, los soviéticos se opusieron a lo hablado de que "toda persona tiene derecho a salir de cualquier país, incluso del propio". Argumentando que "sería alentar la emigración", los soviéticos querían añadir la frase "de conformidad con el procedimiento establecido en la legislación de ese país", solo Polonia y Arabia Saudita apoyaban la propuesta soviética.

### Emigración restricción y la frontera alemana zonal

Alemania en 1947

Restricciones aplicadas en el bloque del Este durante la Guerra Fría dejaron más migración Este-Oeste, con solo 13,3 millones migraciones hacia el oeste entre 1950 y 1990.  En la década de 1950, el enfoque soviético para controlar el movimiento nacional fue emulado por la mayoría del resto del bloque del Este (junto con China, Mongolia y Corea del Norte), con fuertes restricciones que impiden esa emigración.  Un economista húngaro declaró que "era bastante obvio que los países socialistas-como otros países-pretenden evitar a sus profesionales, formados a expensas de la sociedad, que sean utilizados para enriquecer otros países ". Las políticas de apertura de emigración crearían una " fuga de cerebros ", lo que obliga al Estado a reajustar su estructura de salarios a costa de otras prioridades económicas. 
Los representantes búlgaros y rumanos habían discutido que no podían darse el lujo de igualar los salarios occidentales y, sin restricciones de emigración, que "sería como África". Las restricciones presentan un dilema para algunos estados del bloque oriental que habían estado económicamente más avanzada y abierta que la Unión Soviética, de tal manera que el paso de fronteras parecía más natural, sobre todo entre los que no existía antes frontera como entre Alemania Oriental y Occidental. Hasta 1952, las líneas entre la ocupación soviética de Alemania oriental y las zonas ocupadas del Oeste podría ser fácilmente atravesado en la mayoría de los lugares. Por lo tanto, antes de 1961, la mayor parte de ese flujo este-oeste tuvo lugar entre Alemania Oriental y Occidental, con más de 3,5 millones alemanes del este emigran a Alemania Occidental antes de 1961, que incluía la mayor parte de la emigración neta total de 4,0 millones de emigrantes de todo el centro y el este de Europa entre 1950 y 1959. En respuesta al creciente número de cruzar de las fronteras, la Unión Soviética estableció controles fronterizos más estrictos en torno a su zona, la frontera interior alemana. 
En 1955, la Unión Soviética aprobó una ley que transfiere el control de acceso de los civiles en Berlín para la Alemania del Este, que oficialmente renunció a los soviéticos de la responsabilidad directa de los asuntos en ellos, mientras pasa el control a un régimen no reconocido en el oeste. [ 65 ] Cuando un gran número de alemanes del este y luego desertó con el pretexto de "visitas". El embajador soviético en la Alemania del Este Mikhail Pervukhin observó que "la presencia en Berlín de una frontera abierta y no controlada esencialmente entre los mundos socialista y capitalista, sin saberlo, le pide a la población a hacer una comparación entre las dos partes de la ciudad, que por desgracia, no siempre salen a favor de los demócratas. Con el cierre de la frontera interior alemana oficialmente en 1952, la frontera sector de la ciudad de Berlín se mantuvo mucho más accesible que el resto de la frontera, ya que fue administrado por las cuatro potencias ocupantes. En consecuencia, Berlín se convirtió en la principal vía por la que los alemanes del este marcharan para Occidente. Alemania Oriental introdujo un nuevo pasaporte ley el 11 de diciembre de 1957, que redujo el número total de refugiados que salen de Alemania del Este, mientras que aumenta drásticamente el porcentaje de los que salen a través de Berlín Occidental entre el 60 % a más del 90% a finales de 1958. Los que realmente fueron sorprendidos tratando de salir de Berlín Oriental fueron objeto de fuertes sanciones, pero sin ninguna barrera física. En consecuencia, el sector fronterizo de Berlín fue esencialmente un "vacío legal" a través de la cual los ciudadanos del bloque del Este todavía podía escapar. Los 3,5 millones de alemanes del Este que habían abandonado en 1961 ascendieron a aproximadamente el 20% de toda la población de Alemania Oriental.

### Fuga de cerebros
Los emigrantes tienden a ser jóvenes y bien educados, dando lugar a la fuga de cerebros temido por los funcionarios en el este de Alemania. Yuri Andropov , la directora de relaciones del PCUS con partidos comunistas y obreros de los países socialistas, escribió un urgente el 28 de agosto de 1958 , carta al Comité Central por el aumento significativo del 50% en el número de intelectuales de Alemania del Este entre los refugiados. Informó de que Andropov, mientras que el liderazgo de Alemania del Este declaró que salían por razones económicas, los testimonios de los refugiados indicaron que las razones eran más políticas que material. Él declaró que "el vuelo de la inteligencia ha llegado a una fase particularmente crítica".
Walter Ulbricht vio no solo un problema de la "fuga de cerebros", pero también la Grenzgänger problema de 50.000 berlineses del Este que trabajan en el oeste de Berlín. Los ciudadanos rurales descontentos después de las campañas de colectivización también provocó la huida de decenas de miles de agricultores, incluyendo un tercio de los agricultores más ricos, dejando a más del 10% de la tierra cultivable de Alemania del Este en barbecho y que resulta escasez en alimentos. Los campesinos que quedaban estaban poco dispuestos a hacer algo más que producir para sus propias necesidades ya que precios fijos de compra significaba poco beneficio, y la producción conspicuo invitado inclusión apresurada en una granja colectiva o estatal. El éxodo intensificó la escasez actual de bienes y servicios en la economía de la escasez .
En 1960, la combinación de la Segunda Guerra Mundial y la emigración masiva hacia el oeste a la izquierda de Alemania Oriental con solo el 61% de su población en edad de trabajar, frente al 70,5% antes de la guerra. La derrota fue desproporcionadamente alta entre los profesionales-ingenieros, técnicos, los médicos, maestros, abogados y trabajadores calificados. El coste directo de las pérdidas de mano de obra se ha estimado en $ 7 millones y US $ 9 mil millones, con Alemania Oriental, el líder del partido Walter Ulbricht más tarde alegando que Alemania Occidental le debía $ 17 mil millones en compensación, incluyendo reparaciones así como las pérdidas de mano de obra. Además, la fuga de la población joven de Alemania Oriental potencialmente le costó más de 22,5 mil millones marcas en inversión perdida. La fuga de cerebros de los profesionales había llegado a ser tan perjudicial para la credibilidad política y la viabilidad económica de Alemania del Este que la re-aseguramiento de la frontera imperial soviético era imperativo. 
Al mismo tiempo, hubo consecuencias positivas de la emigración para el régimen de Alemania Oriental, incluida la eliminación de antinacionalistas rusos y opositores vocales, que podría haber ayudado a este gobierno de Alemania para evitar algunos de los disturbios que se desarrolló en Hungría, Polonia y Checoslovaquia.